# Depthcharge
Depthcharge è un videogioco arcade di guerra navale pubblicato nel 1977 da Gremlin Industries e, con il titolo Sub Hunter, da Taito su licenza.
Non ci furono conversioni ufficiali, ma la sua semplice meccanica di gioco è stata imitata da molti titoli negli anni successivi.

## Modalità di gioco
Lo schermo mostra, in bianco e nero, un tratto di mare fisso visto in sezione. Il giocatore controlla una nave che si può muovere orizzontalmente, tramite due pulsanti per destra e sinistra, sulla superficie dell'acqua in cima allo schermo.
Sotto di essa passano in continuazione dei sottomarini nemici che attraversano lo schermo orizzontalmente a varie profondità e velocità.
Per distruggere i sottomarini la nave può lanciare, dalla parte della prua o della poppa, bombe di profondità (depth charge in inglese) che affondano verticalmente finché non colpiscono un avversario o si perdono sul fondo. Le munizioni sono illimitate, ma possono esserci fino a 6 bombe alla volta sullo schermo. Ogni sottomarino vale un punteggio da 10 a 90, a seconda della profondità e della velocità, che è scritto sulla fiancata del sottomarino stesso.
I sottomarini sparano in modo casuale mine che risalgono verticalmente e esplodono appena arrivano in superficie. Le vite sono infinite, ma ogni nave persa causa un dimezzamento del punteggio.
Scopo del gioco è accumulare più punti possibile in un tempo limite di 90 secondi. Se allo scadere del tempo si hanno almeno 500 punti, si ottiene la possibilità di giocare un overtime di altri 45 secondi. Alla fine del gioco si ottiene un bonus di 30 punti per ogni sottomarino colpito; il conto dei nemici colpiti viene tenuto da una serie di simboli in fondo allo schermo. Il punteggio più alto viene memorizzato, ma senza il nome del giocatore.

## Giochi simili
Alcune delle principali imitazioni pubblicate, con piccole varianti, sono:
- Deep Scan (1979), arcade SEGA, convertito anche per Atari 2600 (1983) col titolo Sub Scan[2]
- Depth Charge (1983), edito da Commodore per Commodore 64[3][4][5]
- Sea Chase (1983), edito da Gem Software per ZX Spectrum[6], un'importante variante è la profondità di esplosione delle cariche, impostata dal giocatore[7]
- Depth Charge (1984), nella collana Spectrum Computing per ZX Spectrum[8]
- The Deep (1987), arcade molto più elaborato, convertito anche per molti home computer
- Depthcharge (1994), rifacimento freeware per Amiga[9]
- WinDepth (1999), rifacimento freeware per Windows[10]